# Uhřice
Uhřice (deutsch Uhrschitz, früher Uhrzitz) ist eine Gemeinde in Tschechien. Sie liegt sechs Kilometer nordöstlich von Bučovice und gehört zum Okres Vyškov.

## Geographie

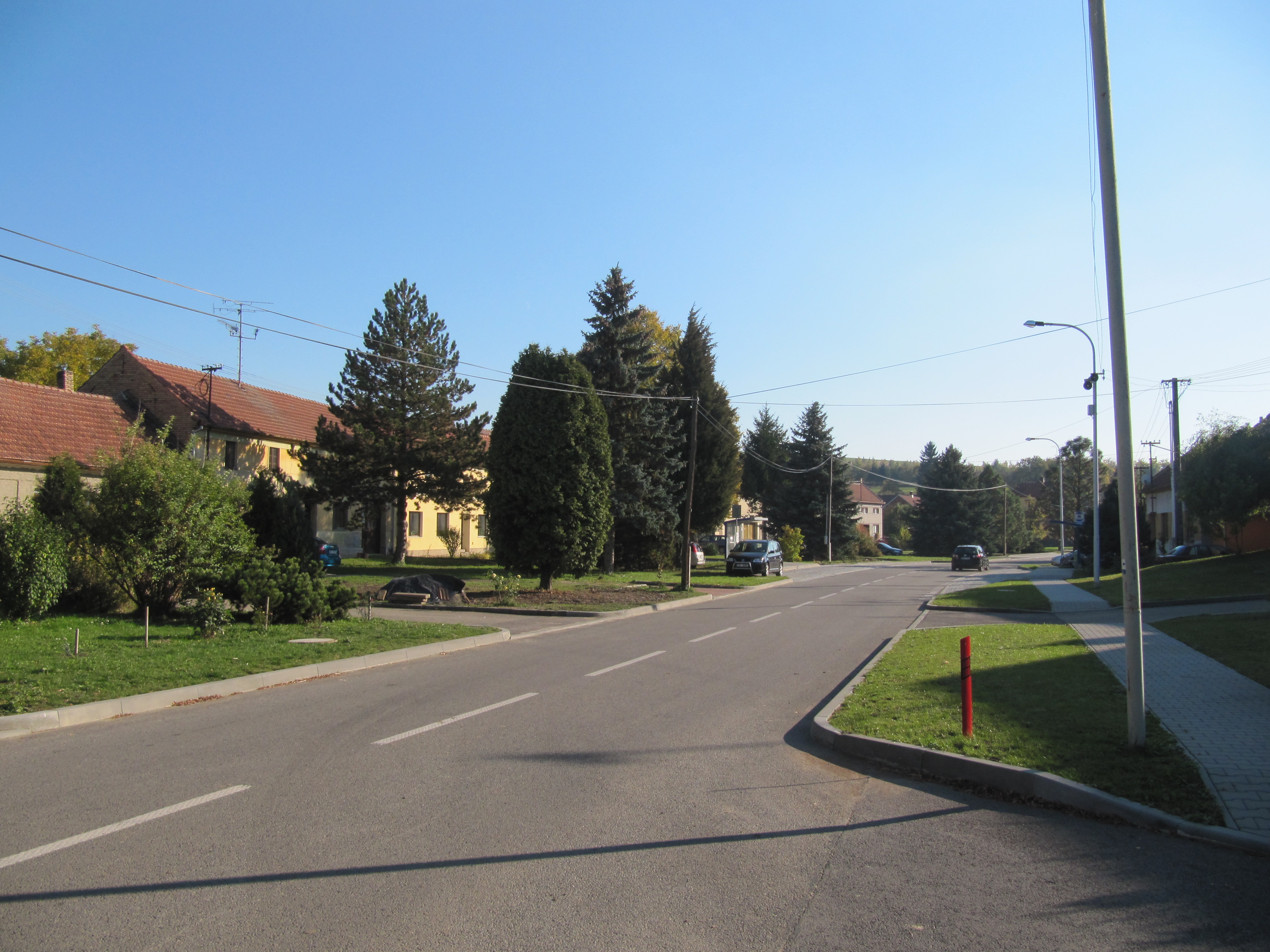
Hauptstraße von Uhřice

Uhřice befindet sich in den Litenčické vrchy in Tal des Baches Chvalkovický potok. Südöstlich erheben sich die Kopánky (349 m) und im Nordwesten die Homole (336 m). Westlich des Dorfes liegt der große Fischteich Uhřický rybník.
Nachbarorte sind Nové Hvězdlice im Norden, Komorov, Chvalkovice und Nemochovice im Nordosten, Dobročkovice und Nové Zámky im Südosten, Nesovice und Milonice im Süden, Vícemilice und Černčín im Südwesten, Kojátky und Šardičky im Westen sowie Roštoutky, Bohaté Málkovice und Kozlany im Nordwesten.

## Geschichte
Archäologische Funde belegen eine frühzeitliche Besiedlung auf den Fluren des Ortes. Dazu gehört ein 1890 gefundenes Beil, das möglicherweise der jungsteinzeitlichen Bemaltkeramik-Kultur zuzuordnen ist, sowie ein Bronzereif aus der Aunjetitzer Kultur.
Die erste urkundliche Erwähnung von Uhercz prope Milonic erfolgte im Jahre 1327, als Milíč von Náměšť eine jährliche Pfründe aus dem Dorf erwarb. Der Ortsname leitet sich entweder von ungarischen Siedlern oder vom Namen Uher ab. Im Laufe der Zeit wurde das Dorf u. a. als Uchrzecz, Uhercze, Uherce, Uhržitz, Uheržitz, Uhrschitz bzw. Uhržitz. Der heutige Ortsname Uherčice ist erstmals im Jahre 1511 belegbar.
1365 kaufte Jan von Meziříčí von Alena und Milota von Náměšť deren Anteile an dem Dorf. Durch Vermittlung des Markgrafen Johann Heinrich erwarb 1368 Puta von Hohlenstein Uherčice. Er verkaufte das von seinen weiteren Besitzungen abgelegene Dorf 1376 an Jakub Bystřice von Oynitz auf Bučovice. Dieser Kauf bildete den Grundstock für die Herausbildung der Herrschaft Bučovice; bis 1420 erwarben die Bystřice von Oynitz noch Milonice, Nevojice, Letošov, Dobešovice, die Hälfte von Šardičky sowie die wüsten Dörfer Nové Sady und Lhotka hinzu. In der Mitte des 15. Jahrhunderts bestand in Uherčice eine Feste. Sie wurde wahrscheinlich bereits von Puta von Hohlenstein angelegt; jedoch erst 1446 erstmals erwähnt, als Kryštof von Oynitz sie zusammen mit dem Freihof und der Mühle an Mikuláš Bystřice von Oynitz und Milonice überschrieb. Die Übertragung führte zu erheblichen Streitigkeiten innerhalb der Familie und 1464 nahm Kryštof von Oynitz diese erneut vor. Es wird angenommen, dass die Feste während des böhmisch-ungarischen Krieges zerstört wurde. 1494 verkaufte Jiřík von Oynitz Uherčice an Jani Kropáč von Nevědomí. Mikuláš Kropáč verkaufte 1511 die Feste und das Städtchen Bučovice mit den Dörfern Marefy, Uhřice und dem wüsten Soběbřichy an Tas von Oynitz, welcher im Gegenzug das Städtchen Dražůvky und das wüste Bohutice an Kropáč veräußerte. Bei der Eintrag in der Landtafel wurde 1512 Tas von Oynitz auch das Kirchpatronat in Uhřice zugeschrieben. Dieser Vermerk ist insofern rätselhaft, da sich keine weiteren Quellen über die Existenz einer Kirche in Uherčice nachweisen lassen. Jedoch wurden 1877 beim Bau der Schule zahlreiche menschliche Knochen gefunden. Möglicherweise befand sich an der Stelle ein mittelalterlicher Friedhof oder eine vorchristliche Grabstätte. Da die Fundstätte nicht archäologisch untersucht wurde, liegen keine genaueren Erkenntnisse vor.
Nachdem Tas von Oynitz ohne männliche Nachkommen verstarb, erbten dessen Töchter Anna und Markéta den Besitz. Über Anna, die später noch den Anteil ihrer Schwester erwarb, ging Bučovice mit allem Zubehör an deren Ehemann Wenzel von Boskowitz über. Ihm folgten dessen Söhne Albrecht und Jan Šembera Černohorský von Boskowitz. Diese teilten den Besitz 1560 auf. Der Anteil des kinderlosen Albrecht fiel später seinem Stiefbruder Jan Šembera zu. Mit dessen Tode erlosch das Geschlecht der Boskowitzer 1597 im Mannesstamme. Erbin seiner Bučovicer Güter wurde seine Tochter Katharina, ab 1604 waren sie gemeinschaftlicher Besitz von Katharina und deren Ehemann Maximilian von Liechtenstein.
Im Jahre 1836 brach die Cholera aus. Bis zur Mitte des 19. Jahrhunderts blieb Uhřice immer nach Bučovice untertänig. Das Dorf war von Tschechen bewohnt. Die Einwohner waren Katholiken und nach Milonice gepfarrt.
Nach der Aufhebung der Patrimonialherrschaften bildete Urziče ab 1850 eine Gemeinde in der Bezirkshauptmannschaft Wischau. 1855 und 1866 wurde Uhřice erneut von der Cholera heimgesucht. 1877 wurde in Uhřice eine Schule errichtet, zuvor war Milonice Schulort.
Seit 1881 wurde zunehmend der Ortsname Uhřice verwendet und zu Beginn des 20. Jahrhunderts setzte er sich gänzlich durch. Die Liechtensteiner vereinten 1890 die Herrschaften Ždánice und Bučovice zum Gut Bučovice-Ždánice. 1894 brach in dem Dorf der Typhus aus. Nach mehreren Bränden bildete sich zum Ende des 19. Jahrhunderts eine Freiwillige Feuerwehr. Das Gut Bučovice-Ždánice blieb bis zum Ende des Zweiten Weltkrieges in der Primogenitur der Fürsten von Liechtenstein.
Zwischen 1950 und 1960 gehörten die Gemeinde zum Okres Bučovice und kam nach dessen Aufhebung mit Beginn des Jahres 1961 zum Okres Vyškov zurück. 1964 wurde Uhřice mit Milonice zu einer Gemeinde Milonice-Uhřice zusammengeschlossen. Diese löste sich 1990 wieder auf. 1966 bildete die örtliche Feuerwehr ein Blasmusikensemble, aus dem die Blaskapelle Podboranka hervorging. Die Schule wurde 1976 wegen zu geringer Schülerzahl geschlossen. Seit 2001 führt Uhřice ein Wappen und Banner.
Der Teich Uhřický rybník dient als Zuchtgewässer für Pohrlitzer Karpfen (Pohořelický kapr).

## Gemeindegliederung
Für die Gemeinde Uhřice sind keine Ortsteile ausgewiesen.

## Sehenswürdigkeiten

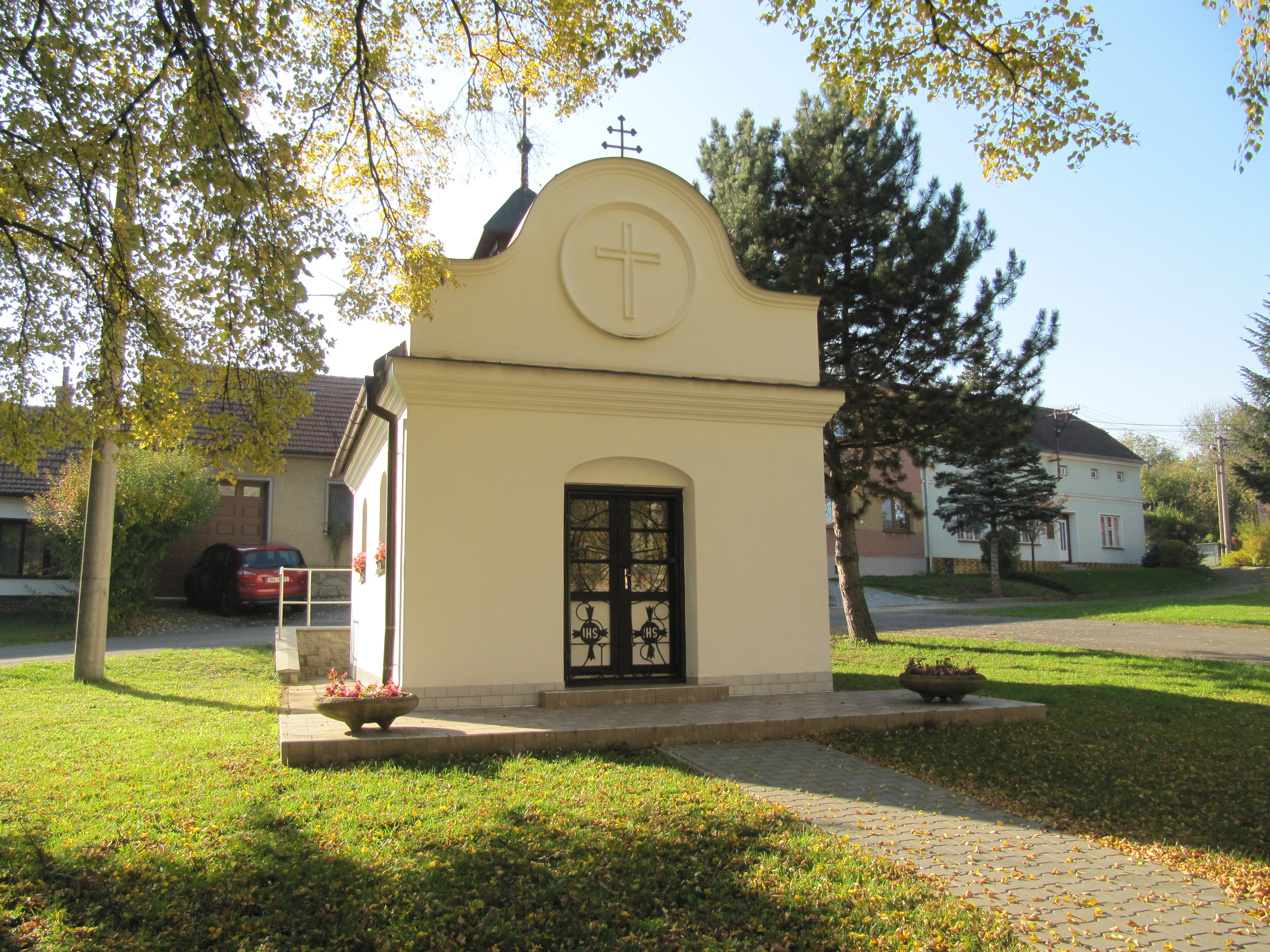
Kapelle der hl. Rosalia

- Kapelle der hl. Rosalia, geweiht 1994
- Schloss Komorov, nordöstlich des Dorfes, errichtet 1811–1812 im Empirestil für Johann Pagatsch von Paburg, es befindet sich derzeit in einem ruinösen Zustand
- Sammlung historischer Feuerlöschtechnik, darunter eine Handfeuerspritze von 1907 und zwei offene Tatra-Feuerlöschfahrzeugen aus den Jahren 1928 und 1929